# 比较级
在語言學上，比較級是一個比較兩個(或更多)實體或成群實體上的品質、數量或程度的句法結構。關於比較的概述和比較的原級與最高級程度請見級 (語法)。
在特定的语言中，比较级也可以指表示这一语法意义的具体语法形式。例如在英语中，我们可以说faster是fast的比较级。

## 英文
比較級用來描述「兩個人事物」之間的不同差異，具有修飾其他詞性的詞性會有比較級的用法，例如形容詞和副詞。

### 形容詞
形容詞的比較級由其原級變化而來，變化方法如下：
- 多數一個音節及部分兩個音節的形容詞
  - 字尾直接加 - er ，例如：young - younger、fast - faster、tall - taller、high - higher、clean - cleaner、low - lower、small - smaller...等。
  - 字尾是「e」時，直接加 - r ，例如：fine - finer、cute - cuter、large - larger、nice - nicer、white - whiter、close - closer...等。
  - 字尾是子音+「y」時，去「y」加 - ier ，例如：dry - drier、easy - easier、happy - happier、funny - funnier、busy - busier、dirty - dirtier、healthy - healthier...等。
  - 字尾結構是‘子音+短母音+子音’時，重複字尾再加 - er ，例如：thin - thinner、hot - hotter、big - bigger、sad - sadder、fat - fatter、wet - wetter、red - redder...等，不過也有特例，比如fun的比較級是more fun，funner雖然理論上成立，但極其罕見。
- 大多數兩個音節以上({\displaystyle \geq 2} )，或字尾已含有字根ful, less, ing, ed, ous, ive, ible, able, ent, ant, ish, ic, ary, al等的形容詞，直接在形容詞字前加 more (更)，例如：wonderful - more wonderful、useless - more useless、exciting - more exciting、interested - more interested、difficult - more difficult、famous - more famous、expensive - more expensive...等。
- 有些形容詞比較級添加-er或單詞前添加more皆可，比如clever - cleverer / more clever，smart - smarter / more smart。
- 不規則變化，例如：good/well - better、bad/ill - worse、many/much - more、little - less、far - farther(表距離)/further(表程度)、late - later(表時間)/latter(表順序)、old - older(表年紀、新舊)/elder(表長幼)...等。

其中，有些形容詞的意思已表達「絕對」的含義，故這些形容詞沒有比較級的功能，例如：alone, full, favorite, basic, superior, correct, total, immortal, wrong, perfect...等。
基本的形容詞比較級句型為「主詞1 + Be動詞 + 形容詞比較級 + than + 主詞2 (+ Be動詞)」，例如：“Health is more important than money.”(健康比金錢重要)。須要注意表示此句型時：

(1)兩個主詞的性質必須相同，才可加以比較，
例如：“Your house is larger than mine.”(你的房子比我的還要大)。

(2)than當連接詞使用時，後應接「主詞2 + Be動詞」才算完整，但在口語上會把Be動詞省略，此時如果主詞2為人稱代名詞，則可用受詞代替主格，例如：“Tom is more handsome than he (is).”=“Tom is more handsome than him.”(湯姆比他還要英俊)。

(3)在不影響句意的情況下，比較的對象(than之後的內容)可以完全省略，例如：“It was colder yesterday.”(昨天比較冷)。
形容詞比較級前可以用程度副詞來修飾，例如可用much, a lot和far(比...得多)表示差異很大、even和still(甚至更)表示來強調比較與a little(...一點點)表示差異很小，除此之外也可以用數字修飾，以表示具體的不同。

例1：「The radio is much more expensive than the fan.」(收音機比電扇還要昂貴許多)

例2：「Teddy is even thinner than Kelly.」(泰迪甚至比凱莉還要瘦)

例3：「Linda is a little taller than her sister.」(琳達比她的姐姐高一點)

例4：「Kevin is one year older than his brother.」(凱文比他的弟弟大一歲)
其它常見的比較級句型及用法：
- 「主詞1 + 一般動詞 + 形容詞比較級 + 名詞 + than + 主詞2 (+ 助動詞)」，例如：“Nick eats more cookies than his cousin.”(尼克餅乾吃得比他表弟還多)。

- 表示「兩者之間來做比較」時，可用「the + 形容詞比較級 + of the two」，此處加「the」是因為後面的「of the two」的關係表示限定，例如：“He is the happier of the two.”(他是兩人之中比較快樂的)。

- 表示「越...(就)越...」時，可用「the + 形容詞比較級, the + 形容詞比較級」或「the + 形容詞比較級 + 主詞 + 動詞, the + 形容詞比較級 + 主詞 + 動詞」，此處的第一個和第二個形容詞比較級是兩個不同的形容詞，例如：“The more, the better.”(越多越好)；“The harder you study, the better grades you will get.”(你越努力用功，你就會得到越好的成績)。

- 表示「越來越...」時，可用「形容詞比較級 + and + 形容詞比較級」，此處的第一個和第二個形容詞比較級是相同的，例如：

(1)「The weather is getting warmer and warmer.」(天氣變得越來越暖和)。
「原級 + - er」類型的比較級，用「比較級 + 比較級」表示「越來越...」
(2)「This kind of cellphone is becoming more and more popular.」(這款手機變得越來越受歡迎)。
「more + 原級」類型的比較級，用「more and more + 原級」表示「越來越...」
如果是表示「越來越不...」時，則可用「less and less + 形容詞原級」，例如：

(1)「It is getting less and less cold.」(天氣變得越來越不冷了)。

(2)「This man is less and less handsome.」(這位男人越來越不英俊)。
- 表示「比任何其他的都...」時，可用「形容詞比較級 + than + any other + 單數名詞」；表示「比所有其他的都...」時，則用「形容詞比較級 + than + all the other + 複數名詞」，此兩種句型都是用形容詞比較級來表達形容詞「最高級」的概念。

例1：「Jason is taller than any other student in his class.」(傑森比他班上任何其他男生都來得高)。
此句意同Jason is the tallest student in his class. 
例2：「To David, math is more difficult than all the other subjects.」(對大衛來說，數學比所有其他的科目還要來得困難)。
此句意同To David, math is the most difficult subject of all. 
如果是在同範圍內做比較時，比較的對象用「any other + 單數名詞」或「all the other + 複數名詞」表達，此處加「other」是為了將自己排除在外，避免造成自己和自己比較的邏輯錯誤，但若是在不同範圍之間做比較時，則名詞前不加other (其他)，如下所示。

例如：「Emily is shorter than any boy in her class.」=「Emily is shorter than all boys in her class.」(艾蜜麗比她班上男生都來得矮)。
因為艾蜜麗是女生，不是和班上其他男生一樣，屬於不同範圍之間的比較，因此boy/boys前不加other。
其中上述的「any other + 單數名詞 / all the other + 複數名詞」還可以替換成「No other + 單數名詞/複數名詞」，

例如：「No other student(s) in his class is(are) more handsome than Gavin.」(在他班上沒有其他同學比蓋文還要俊俏)。
使用「形容詞原級」做比較的句型
- 如果比較的兩個對象其性質是一致的，也就是闡述「主詞1和主詞2一樣...」時，可以用as...as... 表示，其中第一個as含義為「像」；第二個as含義為「一樣」，基本句型為「主詞1 + Be動詞 + as + 形容詞原級 + as + 主詞2 (+ Be動詞)」，例如：“I am as young as her.”(我和她一樣年輕)。

- 如要表示「主詞1比主詞2還不...」時，可以用「主詞1 + Be動詞 + less + 形容詞原級 + than + 主詞2 (+ Be動詞) 」，

例如：「Mandy is less smart than Ethan.」=「Mandy isn't as smart as Ethan.」=「Mandy isn't smarter than Ethan.」=「Mandy is stupider than Ethan.」(蔓蒂沒比伊森聰明)。

### 副詞
副詞的比較級由其原級變化而來，變化方法如下：
- - ly 結尾的副詞，在該副詞之前加 more，例如：quickly - more quickly、expensively - more expensively、sadly - more sadly、easily - more easily、seriously - more seriously、merrily - more merrily...等。
- 與形容詞同形的副詞，其變化和形容詞一致，例如：early - earlier、late - later、fast - faster、hard - harder、high - higher、low - lower、first - firster...等。
- 不規則變化，例如：well - better、badly - worse、much - more、little - less、far - farther(表距離)/further(表程度)...等。

副詞比較的用法和形容詞大致相同，基本的副詞比較級句型為「主詞1 + 一般動詞 + 副詞比較級 + than + 主詞2 (+ 助動詞)」，例如：“Tom can speak Japanese better than me.”(湯姆講日文比我還要好)。